# Nowa Wieś (powiat rzeszowski)
Nowa Wieś – wieś w Polsce położona w województwie podkarpackim, w powiecie rzeszowskim, w gminie Trzebownisko.
| SIMC    | Nazwa                  | Rodzaj    |
| ------- | ---------------------- | --------- |
| 0664450 | Budy                   | część wsi |
| 0664467 | Góry                   | część wsi |
| 0664473 | Kozice                 | część wsi |
| 0664480 | Nowa Wieś Staromiejska | część wsi |
| 0664496 | Nowa Wieś Zaczerska    | część wsi |

Miejscowość posiada status sołectwa.
Nowa Wieś jest miejscowością podmiejską (6 km od Rzeszowa). Z rolnictwa utrzymuje się niewielu mieszkańców. We wsi przeważają gospodarstwa małe, średnio 1–, 2-hektarowe. Większość mieszkańców pracuje w Rzeszowie.
Na terenie sołectwa znajdują się następujące obiekty:
1. Kościół parafialny
2. Zespół szkół (podstawowa i gimnazjum)
3. Dwa Domy Ludowe
4. Pawilon, stadion Klubu Piast Nowa Wieś
5. Kryta pływalnia
6. Ochotnicza Straż Pożarna (w Domu Ludowym n/Wisłokiem)

Miejscowość jest siedzibą parafii Dobrego Pasterza, należącej do dekanatu Rzeszów Północ, diecezji rzeszowskiej.
W latach 1975–1998 miejscowość administracyjnie należała do województwa rzeszowskiego.
W miejscowości urodził się Jan Tomaka, polski geolog, samorządowiec, polityk, poseł na Sejm RP.